# Solomon Linda
Solomon Linda, född 1909 i Pomeroy, Sydafrika, död 1962, var en sydafrikansk sångare och solist i musikgruppen Solomon Linda's Original Evening Birds. Han är mest känd som kompositören av låten "Mbube", som senare blev popmusikhiten "The Lion Sleeps Tonight".

## Biografi
Solomon Linda studerade vid Gordon Memorial Mission School. I början av 1930-talet flyttade han till Johannesburg för att arbeta i en möbelaffär. Han började arbeta på Carlton hotel 1933 och började vid samma tid sjunga tillsammans med sina släktingar. I mitten på 1930-talet bildades gruppen Solomon Linda's Original Evening Birds. År 1959 kollapsade Linda på scen, varefter han blev diagnostiserad med en njursjukdom. När han avled 53 år gammal levde han i fattigdom. Han hade tre döttrar.